# Phanaeus pyrois
Phanaeus pyrois là một loài bọ cánh cứng trong họ Bọ hung (Scarabaeidae).